# Raymond Fee
Raymond Fee est un boxeur américain né le 12 janvier 1903 à Saint Paul, Minnesota, et mort le 2 juin 1983 dans le Comté de Collier, Floride.

## Carrière
Affilié à l'Olympic Club de San Francisco, il remporte la médaille de bronze dans la catégorie poids mouches aux Jeux olympiques de Paris en 1924. Après avoir battu Vicente Catada et Oscar Bergstrom, Fee s'incline aux points en demi-finale contre James McKenzie.

## Palmarès

### Jeux olympiques
- Jeux olympiques de 1924 à Paris[1] (poids mouches)